# Хошниця
Хошниця (словен. Hošnica) — поселення в общині Словенська Бистриця, Подравський регіон‎, Словенія.